# آرنو پرتو
آرنو پرتو (فرانسوی: Arnaud Prétot‎؛ زادهٔ ۱۶ اوت ۱۹۷۱) دوچرخه‌سوار اهل فرانسه است.